# Kaya Yanar
Kaya Yanar (nacido el 20 de mayo de 1973 en Fráncfort, Alemania) es un comediante y moderador de televisión alemán con raíces turcas mayormente conocido por su show de comedia televisivo en alemán Was guckst du?! (esp. ¡¿Qué miras?!).

## Trayectoria
Los padres de Yanar son de origen turco y llegaron a Alemania originalmente desde la ciudad de Antioquía (Antakya) al sur de Turquía. Según afirmaciones del comediante el solo habla turco en un nivel muy bajo. Realizó sus estudios en el colegio humanístico Heinrich-von-Gagern-Gymnasium en Fráncfort y subsiguientemente estudió fonética, filosofía y americanismo en la Universidad Johann Wolfgang Goethe, aunque sin graduarse.
Yanar se dio a conocer ante todo por su programa de comedia Was guckst du?! (2001) del canal alemán Sat 1, en el cual jugaba con los clichés de distintos grupos culturales. En este él fue tanto moderador como actor de la mayoría de los sketches.
Además hizo giras con sus tres programas por Alemania, los cuales también fueron publicados como discos de audio. La grabación de su programa actual Made in Germany (2008) (esp. Hecho en Alemania) fue emitido por el canal RTL en dos partes de su programa nocturno de los sábados y alcanzó una audiencia aproximada de 4 millones de personas. El programa además se encuentra en versión DVD.
Su debut como protagonista en una película lo consiguió al lado de Mark Keller en el 2008 en la comedia televisiva Dekker& Adi- Wer bremst verliert! (esp. Dekker& Adi- El que frene pierde!)
Fuera de esto moderó el tema de la integración en el ZDF-Show Kaya Yanar testet Deutschland- die Multi Kulti Show (2007) (esp. Kaya Yanar prueba a Alemania- el show multicultural). Dentro del desarrollo de la aceptación de diferentes antecedentes culturales, Yanar ha sido nombrado como precursor y figura clave, ya que su aparición en los medios alemanes, para un artista con un trasfondo turco con tal éxito dentro del espacio germanoparlante, no tenía ejemplo.
El comediante es además un conocido protector de los animales y apoya a la organización para los derechos de los animales PETA con motivo del tema sobre el pelaje.

## Condecoraciones y premios
- 2001: Deutscher Fernsehpreis: Mejor Comedia para Was guckst du?!.
- 2001: Deutscher Comedypreis: Mejor programa de comedia para Was guckst du?!.
- 2001: Goldene Romy: Mejor idea para un programa Was guckst du?!.
- 2005: Grüne Palme por su especial comprensión de los pueblos.

## CD publicados
- 2001: Suchst du
- 2003: Welttournee durch Deutschland
- 2008: Made in Germany Live (Alemania:#32)

## DVD publicados
- 2004: Was guckst du?!- Best of Staffel 1-4
- 2008: Made in Germany Live
- 2008: Was guckst du?!- Best of Staffel 5-8